# Andrei Jämsä
Andrei Jämsä est un rameur estonien né le 14 février 1982 à Pärnu (RSS d'Estonie). Il est décoré de l'ordre de l'Étoile blanche d'Estonie de 3e classe en 2017.

## Palmarès

### Championnats du monde d'aviron
- Championnats du monde d'aviron 2005 à Gifu,  Japon
  -  Médaille de bronze en quatre de couple
- Championnats du monde d'aviron 2006 à Eton,  Royaume-Uni
  -  Médaille de bronze en quatre de couple

### Championnats d'Europe d'aviron
- Championnats d'Europe d'aviron 2008 à Marathon,  Grèce
  -  Médaille d'or en quatre de couple